# Ranitidin
Ranitidín je učinkovina iz skupine zaviralcev histaminskih receptorjev H2, ki zavira izločanje želodčne kisline in se uporablja za zdravljenje peptične razjede, gastroezofagealne refluksne bolezni in Zollinger-Ellisonovega sindroma. Podatki kažejo tudi na potencialno učinkovitost pri uporabi pri koprivnici. Uporablja se peroralno (z zaužitjem) ter z injiciranjem v mišico ali intravensko.
Pogosta neželena učinka ranitidina sta glavobol in pri parenteralni uporabi bolečina oziroma pekočina na mestu injiciranja. Med hude neželene učinke spadajo težave z jetri, upočasnjen srčni utrip, pljučnica in tveganje za prikritje znakov raka na želodcu. Povezujejo ga tudi z večjim tveganjem za pojav kolitisa, ki ga povzroča bakterija Clostridium difficile. Njegova uporaba med nosečnostjo je načeloma varna. Kot zaviralec histaminskih receptorjev H2 zavre učinek histamina na določene celice v želodcu, ki izločajo želodčna želodčno kislino.
Ranitidin so odkrili leta 1976, na tržišče kot zdravilo pa je prišel leta 1981. Uvrščen je na seznam osnovnih zdravil Svetovne zdravstvene organizacije, ki zajema najučinkovitejša in najvarnejša zdravila, bistvena za opravljanje zdravstvenega varstva. Na tržišču je prisoten v obliki generičnih zdravil. Na voljo je tudi v recepta prostih zdravilih.

## Uporaba
Ranitidin se uporablja za:
- lajšanje zgage;
- kratkotrajno in vzdrževalno zdravljenje želodčnih in dvanajstnikovih razjed;
- zmanjšanje tveganja za pojav razjed ob uporabi nesteroidnih protivnetnih zdravil, vendar so se pri tem zaviralci protonske črpalke izkazali za učinkovitejše;[8]
- zdravljenje patoloških stanj prekomernega izločanja želodčne kisline, kot je Zollinger–Ellisonov sindrom;
- zdravljenje gastroezofagealne refluksne bolezni;
- zdravljenje erozivnega ezofagitisa;
- hkrati z drugimi zdravili za eradikacijo okužbe sluznice prebavil z bakterijo Helicobacter pylori;
- preprečevanje krvavitev v zgornjem delu prebavnega trakta in preprečevanje ponovitev krvavitev iz razjede (npr. razjede zaradi stresa);[9]
- preprečevanje vdihnjenja želodčne kisline v dihalno pot med operativnim posegom, s čimer se zmanjša tveganje za aspiracijsko pljučnico. Ranitidin ne zmanjša le pH želodčne vsebine, temveč tudi količino želodčnega soka. V metaanalizi iz leta 2009 je ranitidin pokazal boljšo učinkovitost pri zmanjševanju količine želodčnega soka v primerjavi z zaviralci protonske črpalke pri uporabi pred anestezijo.[10]  Pri uporabi pred operativnim posegom lahko nadalje tudi ublaži slabost zaradi anestezije;
- preprečevanje stresnih razjed pri kritično bolnih pacientih;[11]
- sočasno z difenhidraminom kot sekundarna oblika zdravljenja anafilaksije (adrenalin je sicer zdravilo izbora).[12][13]

## Neželeni učinki

### Osrednje živčevje
V kliničnih raziskavah so redko poročali o utrujenosti, omotici, dremavosti, nespečnosti in vrtoglavici. Pri hudo bolnih starejših bolnikih so poročali tudi o primerih reverzibilne zmedenosti, razdraženosti, depresija|depresije in halucinacija|halucinacij.

### Srce in žilje
Poročali so o tahikardiji, bradikardiji, preddvorno-prekatnem (atrioventrikularnem) bloku in prezgodnih ventrikularnih utripih.

### Prebavila
Vse učinkovine iz skupine zaviralcev histaminskih receptorjev H2 lahko povzročijo pomanjkanje vitamina B12 zaradi njegove zmanjšanje absorpcije iz prebavil. Pri starejših bolnikih, ki uporabljajo zaviralce histaminskih receptorjev H2, je verjetnost, da bodo potrebovali nadomeščanje vitamina12 večje, kot pri tistih, ki takih zdravil ne uporabljajo. Nadalje lahko zaviralci histaminskih receptorjev H2 zmanjšajo absorpcijo nekaterih zdravil iz prebavil, kot so azolni antimikotiki in kalcijev karbonat. Gre za zdravila, ki za dobro absorpijo potrebujejo kislo okolje v želodcu. Številne raziskave kažejo tudi za povečano tveganje za pojav infekcijske driske, vključno s potovalno drisko in salmonelozo. Zaradi zmanjšanja kislosti želodčnega soka ta zdravila tudi zavrejo kislinsko razgradnjo beljakovin v želodcu, kar lahko poveča tveganje za pojav preobčutljivosti za določena hranila in zdravila. Neprebavljene beljakovine prehajajo namreč iz želodca dalje v prebavno cev, kjer pride do senzitizacije. Pri bolnikih, ki uporabljajo zaviralce histaminskih receptorjev H2, so ravni imunoglobulinov E proti določenih sestavinam hrane višje.

### Jetra
Poročali so o primerih holestatskega hepatitisa, jetrne odpovedi in zlatenice, v katerih je bila nujna takojšnja prekinitev uporabe ranitidina. Krvni testi lahko pokažejo zvišanje jetrnih encimov in eozinofilijo, vendar so hudi primeri toksičnih učinkov na jetra, ki zahtevajo tudi biopsijo jeter, redki.

### Pljuča
Ranitidin in drugi zaviralci histaminskih receptorjev H2 lahko povečajo tveganje za pojav pljučnice pri hospitaliziranih bolnikih. Prav tako lahko povečajo tveganje za zunajbolnišnično pljučnico pri odraslih in otrocih.

### Kri
Redko se pojavi trombocitopenija. Trombocitopenija zaradi uporabe zdravil se praviloma pojavi šele po več tednih ali mesecih uporabe zdravila, pri občutljivih poameznikih pa lahko do nje pride že po 12 urah po zaužitju. Tipično se ob pojavu trombocitopenije raven krvnih ploščic zmanjša na okoli 80 % normalne vrednosti. Lahko se pojavita hkrati tudi nevtropenija in anemija.

### Koža
Poročali so o izpuščaju, vključno z redkimi primeri multiformnega eritema, ter o redkih primerih izpadanja las in vaskulitisa.